# United Sportscar Championship 2015
United Sportscar Championship 2015 var den andra säsongen av den nordamerikanska racingserien för sportvagnar och GT-bilar, United Sportscar Championship och sanktionerades av International Motor Sports Association. Säsongen omfattade 12 deltävlingar.

## Tävlingskalender
| Datum         | Bana                    | Segrare Prototype - Team                             | Segrare PC - Team                                           | Segrare GTLM - Team                       | Segrare GTD - Team                                                     |
| Datum         | Bana                    | Segrare Prototype - Förare                           | Segrare PC - Förare                                         | Segrare GTLM - Förare                     | Segrare GTD – Förare                                                   |
| ------------- | ----------------------- | ---------------------------------------------------- | ----------------------------------------------------------- | ----------------------------------------- | ---------------------------------------------------------------------- |
| 24-25 januari | Daytona                 | Chip Ganassi Racing                                  | PR1/Mathiasen Motorsports                                   | Corvette Racing                           | Riley Motorsports                                                      |
| 24-25 januari | Daytona                 | Scott Dixon Tony Kanaan Kyle Larson Jamie McMurray   | Michael Guasch Tom Kimber-Smith Andrew Novich Andrew Palmer | Ryan Briscoe Antonio García Jan Magnussen | Al Carter Dominik Farnbacher Ben Keating Cameron Lawrence Kuno Wittmer |
| 21 mars       | Sebring                 | Action Express Racing                                | PR1/Mathiasen Motorsports                                   | Corvette Racing                           | Team Seattle/Alex Job Racing                                           |
| 21 mars       | Sebring                 | João Barbosa Sébastien Bourdais Christian Fittipaldi | Michael Guasch Tom Kimber-Smith Andrew Palmer               | Ryan Briscoe Antonio García Jan Magnussen | Mario Farnbacher Ian James Alex Riberas                                |
| 18 april      | Long Beach              | Wayne Taylor Racing                                  | Inga deltagare                                              | BMW Team RLL                              | Inga deltagare                                                         |
| 18 april      | Long Beach              | Jordan Taylor Ricky Taylor                           | Inga deltagare                                              | Dirk Werner Bill Auberlen                 | Inga deltagare                                                         |
| 3 maj         | Laguna Seca             | VisitFlorida.com Racing                              | RSR Racing                                                  | BMW Team RLL                              | Park Place Motorsports                                                 |
| 3 maj         | Laguna Seca             | Michael Valiante Richard Westbrook                   | Chris Cumming Bruno Junqueira                               | John Edwards Lucas Luhr                   | Patrick Lindsey Spencer Pumpelly                                       |
| 30 maj        | Belle Isle              | Action Express Racing                                | Starworks Motorsport                                        | Inga deltagare                            | Team Seattle / Alex Job Racing                                         |
| 30 maj        | Belle Isle              | Dane Cameron Eric Curran                             | Renger van der Zande Mirco Schultis                         | Inga deltagare                            | Ian James Mario Farnbacher                                             |
| 28 juni       | Watkins Glen            | VisitFlorida.com Racing                              | Starworks Motorsport                                        | Team Falken Racing                        | Riley Motorsports                                                      |
| 28 juni       | Watkins Glen            | Michael Valiante Richard Westbrook                   | Renger van der Zande Mike Hedlund Alex Popow                | Wolf Henzler Bryan Sellers                | Al Carter Cameron Lawrence Marc Goossens                               |
| 12 juli       | Mosport                 | Wayne Taylor Racing                                  | CORE Autosport                                              | Porsche North America                     | Inga deltagare                                                         |
| 12 juli       | Mosport                 | Jordan Taylor Ricky Taylor                           | Jon Bennett Colin Braun                                     | Patrick Pilet Nick Tandy                  | Inga deltagare                                                         |
| 25 juli       | Lime Rock               | Inga deltagare                                       | PR1/Mathiasen Motorsports                                   | Inga deltagare                            | Turner Motorsport                                                      |
| 25 juli       | Lime Rock               | Inga deltagare                                       | Michael Guasch Tom Kimber-Smith                             | Inga deltagare                            | Dane Cameron Michael Marsal                                            |
| 9 augusti     | Road America            | Action Express Racing                                | RSR Racing                                                  | Porsche North America                     | Riley Motorsports                                                      |
| 9 augusti     | Road America            | Dane Cameron Eric Curran                             | Chris Cumming Bruno Junqueira                               | Patrick Pilet Nick Tandy                  | Jeroen Bleekemolen Ben Keating                                         |
| 24 augusti    | Virginia                | Inga deltagare                                       | Inga deltagare                                              | Porsche North America                     | Scuderia Corsa                                                         |
| 24 augusti    | Virginia                | Inga deltagare                                       | Inga deltagare                                              | Patrick Pilet Nick Tandy                  | Townsend Bell Bill Sweedler                                            |
| 19 september  | Circuit of the Americas | Chip Ganassi Racing                                  | CORE Autosport                                              | BMW Team RLL                              | Riley Motorsports                                                      |
| 19 september  | Circuit of the Americas | Scott Pruett Joey Hand                               | Jon Bennett Colin Braun                                     | Dirk Werner John Edwards                  | Jeroen Bleekemolen Ben Keating                                         |
| 3 oktober     | Petit Le Mans           | Action Express Racing                                | PR1/Mathiasen Motorsports                                   | Porsche North America                     | Park Place Motorsports                                                 |
| 3 oktober     | Petit Le Mans           | Joao Barbosa Christian Fittipaldi Sebastien Bourdais | Michael Guasch Tom Kimber-Smith Andrew Palmer               | Patrick Pilet Nick Tandy Richard Lietz    | Patrick Lindsey Spencer Pumpelly Madison Snow                          |

## Slutställning
| Klass     | Förare                            | Team                    | Bilmärke  |
| --------- | --------------------------------- | ----------------------- | --------- |
| Prototype | João Barbosa Christian Fittipaldi | VisitFlorida.com Racing | Chevrolet |
| PC        | Jon Bennett Colin Braun           | CORE Autosport          |           |
| GTLM      | Patrick Pilet                     | Porsche North America   | Porsche   |
| GTD       | Townsend Bell Bill Sweedler       | TRG-AMR North America   | Ferrari   |